# Estação Anna Creek

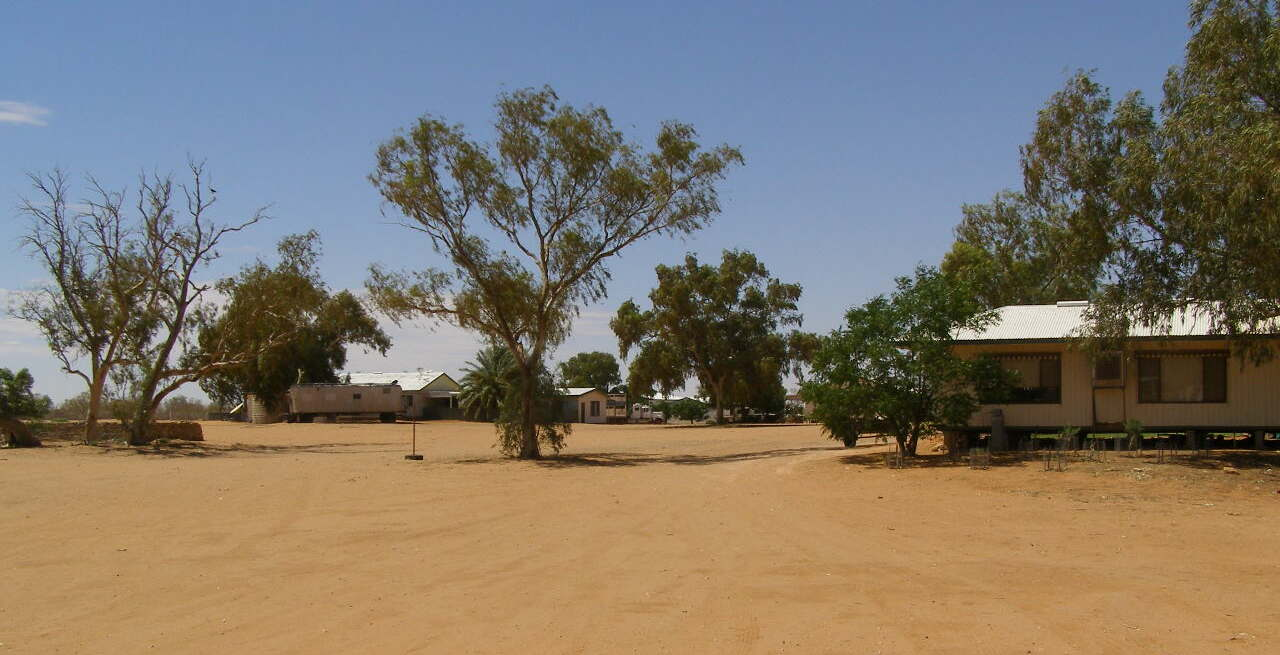
Herdade principal de Anna Creek

A Estação Anna Creek é a maior estação de gado em funcionamento do mundo. Ela está localizada no estado australiano da Austrália Meridional.

## Descrição
A Estação Anna Creek ocupa uma área de 23,677 km2 (9,142 sq mi; 5,851,000 acres), que é um pouco maior que o estado brasileiro de Sergipe e maior que algumas dezenas de países. É 8,000 km2 (2,000,000 acres; 3,100 sq mi) maior que sua rival mais próxima, a Estação de Alexandria, no Território do Norte do país. Tem mais de sete vezes o tamanho do maior rancho dos Estados Unidos, o King Ranch, no Texas, que tem 3,340 km2 (830,000 acres; 1,290 sq mi).
A estação é uma região pastoral árida. Em 16 de dezembro de 2016, a estação era propriedade da Williams Cattle Company, uma empresa familiar que comprou Anna Creek da S. Kidman &amp; Co, dobrando sua área total sob arrendamentos pastoris. O município mais próximo é William Creek (que é cercado pela Estação Anna Creek), mas a cidade mais próxima para transporte de cargas é Coober Pedy.

## História
A propriedade foi originalmente estabelecida em 1863, mas mudou-se para sua localização atual em 1872. Era originalmente usada para criação de ovelhas, mas devido às perdas com ataques de dingos, seu foco foi mudado para criação de gado.

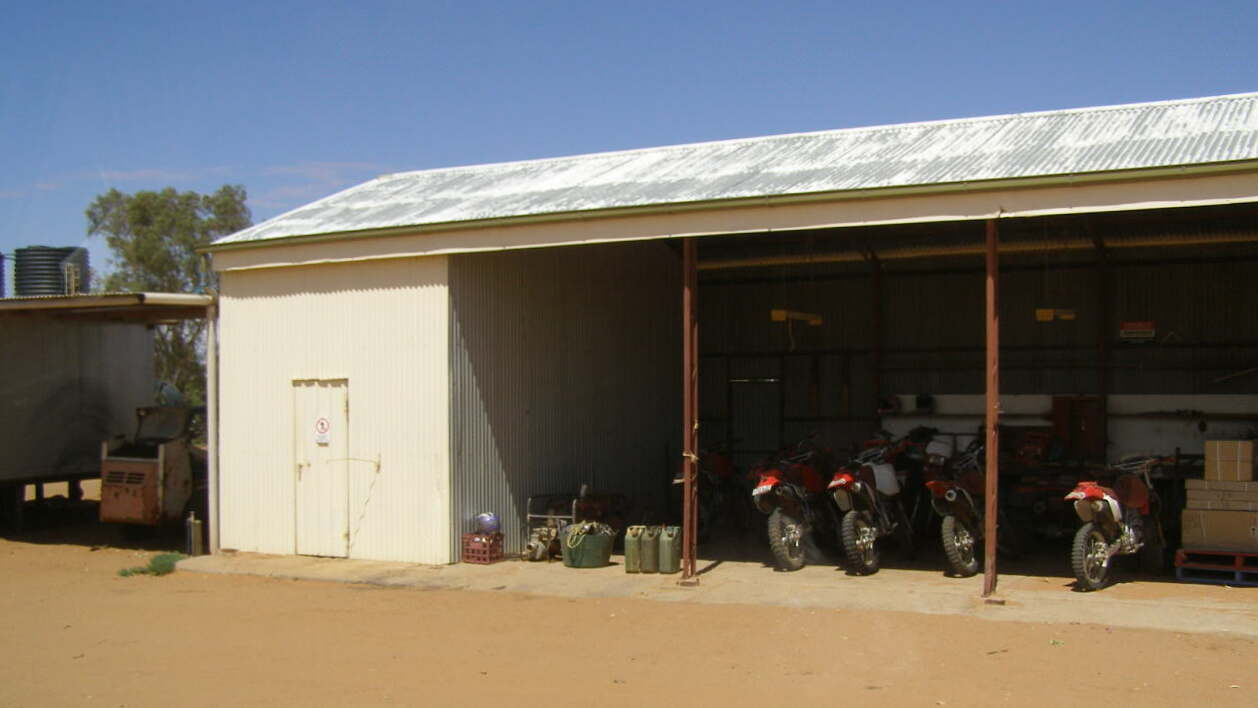
Bicicletas de trilha usadas para condução do rebanho, na propriedade principal de Anna Creek

Apesar de seu tamanho, em 2007 a Estação Anna Creek abrigava apenas 1.500 cabeças de gado devido à seca dos anos 2000 na Austrália. Em 2008, quando a estação era de propriedade da S. Kidman and Co Ltd, havia oito funcionários em tempo integral e eles começaram a se desfazer de todo o gado. Após inundações em 2010, as condições melhoraram e a estação foi reabastecida. Tinha 10.000 cabeças de gado em maio de 2011 e hoje é capaz de transportar até 16.500 cabeças de gado durante uma boa temporada. A estação cria gado Santa Gertrudis, raça adequada a climas quentes e secos.
Em meados de abril de 2016, foi anunciado que a empresa de gado da Austrália do Sul, Williams Cattle Company, adquiriria a Anna Creek da S Kidman & Co, operaçãonsujeita à aprovação do Conselho de Revisão de Investimentos Estrangeiros sobre a venda do restante da participação de Kidman a um consórcio liderado pelo grupo chinês Dakang Australia Holdings. O tesoureiro federal Scott Morrison bloqueou a venda no final daquele mês, sob alegação de interesse nacional, visto que Anna Creek está localizada em uma área de teste de armas. Morrison já havia bloqueado a venda de Kidman para uma empresa chinesa relacionada, o Pengxin Group. Em dezembro, Anna Creek foi finalmente vendida para uma empresa familiar da Austrália do Sul, Williams Cattle Company, por cerca de US$ 16 milhões, enquanto o resto do império Kidman foi vendido para um consórcio formado pela magnata da mineração Gina Rinehart, a Hancock Prospecting, proprietária de 67%, e a Empresa chinesa Shanghai CRED, possuindo 33%. A família Williams planejava investir pesadamente em novas águas e pátios de caminhões para facilitar o aumento do estoque transportado na estação.

## A vida em Anna Creek
Há uma propriedade principal em Anna Creek e uma estação secundária em The Peake. Embora as propriedades sejam muito isoladas, elas possuem telecomunicações via satélite, incluindo televisão e internet. O Coober Pedy Oodnadatta One Day Mail Run entrega correspondência duas vezes por semana e pode trazer uma pequena quantidade de mercadorias. As Ruínas de Peake, incluindo as de um antigo escritório de telégrafo, cemitério, mina e fornos de cal na estação externa, bem como as Ruínas da Estação Telegráfica de Strangways Springs, estão listadas no Registro de Patrimônio do estado da Austrália Meridional.
Antigamente havia uma grande força de trabalho de criadores de gado em Anna Creek, que reunia o gado em cavalos. Hoje, aeronaves leves são usadas para avistar animais que são cercados por criadores de gado em motocicletas, exigindo uma mão de obra bem menor.